# Geschichtspark Ayutthaya
Koordinaten: 14° 21′ 0″ N, 100° 35′ 0″ O

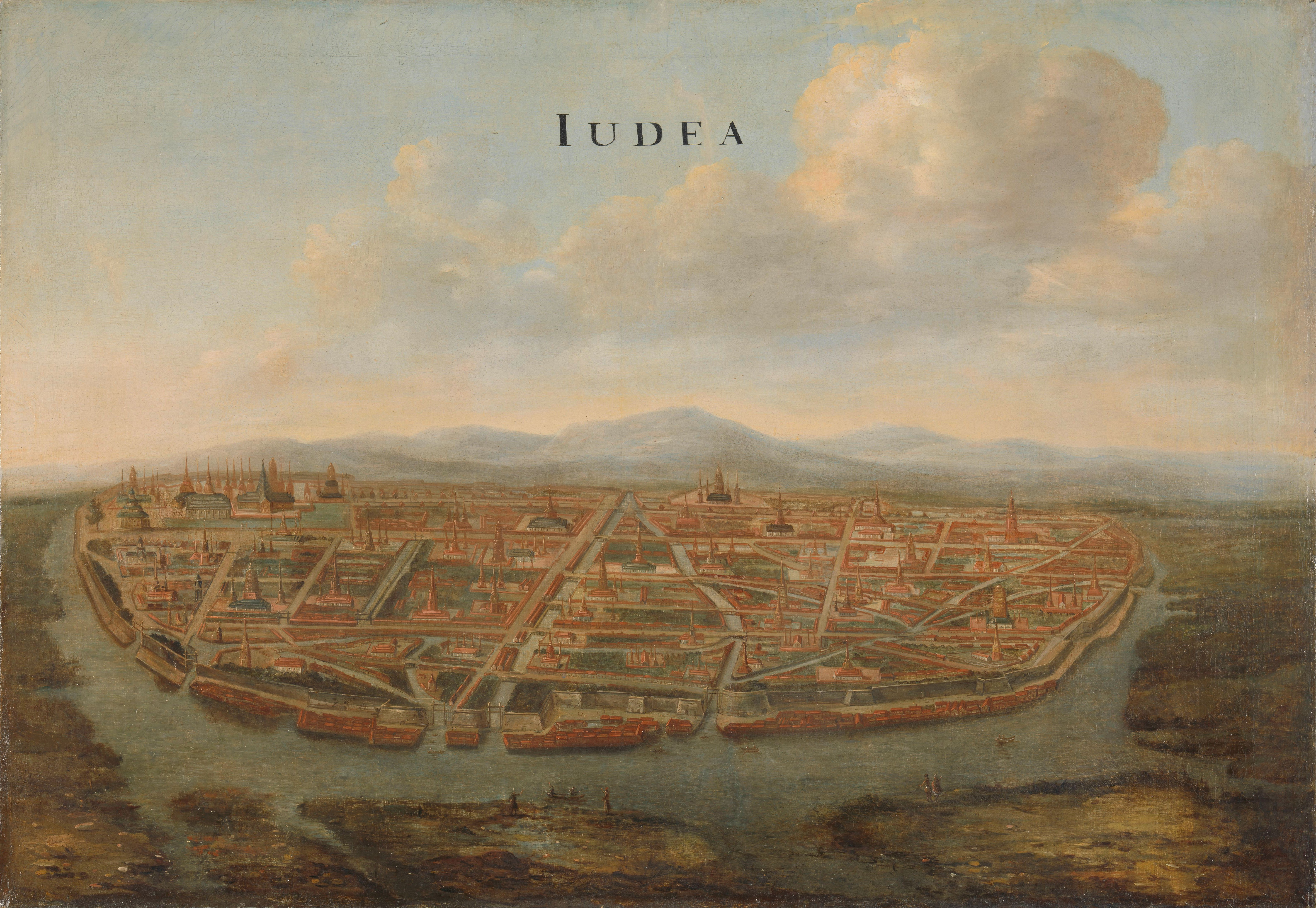
Historische Ansicht von Ayutthaya, im Auftrag der Niederländischen Ostindien-Kompanie erstellt, um 1660 in Vingboons Atlas veröffentlicht. Heute im Bushuis in Amsterdam.

Der Geschichtspark Ayutthaya (Thai: อุทยานประวัติศาสตร์พระนครศรีอยุธยา, gesprochen: [ʔùttʰáʔjaːn pràʔwàttìʔsàːt pʰráʔ náʔkʰɔːn sǐː ʔàʔjúttʰáʔjaː], englisch: Ayutthaya Historical Park) umfasst die alte Stadt Ayutthaya, die am 4. März 1351 von König U Thong gegründet wurde. Sie war die Hauptstadt des siamesischen Königreiches Ayutthaya, bis sie 1767 durch die birmanische Armee eingenommen und praktisch dem Erdboden gleichgemacht wurde.

## Geschichte

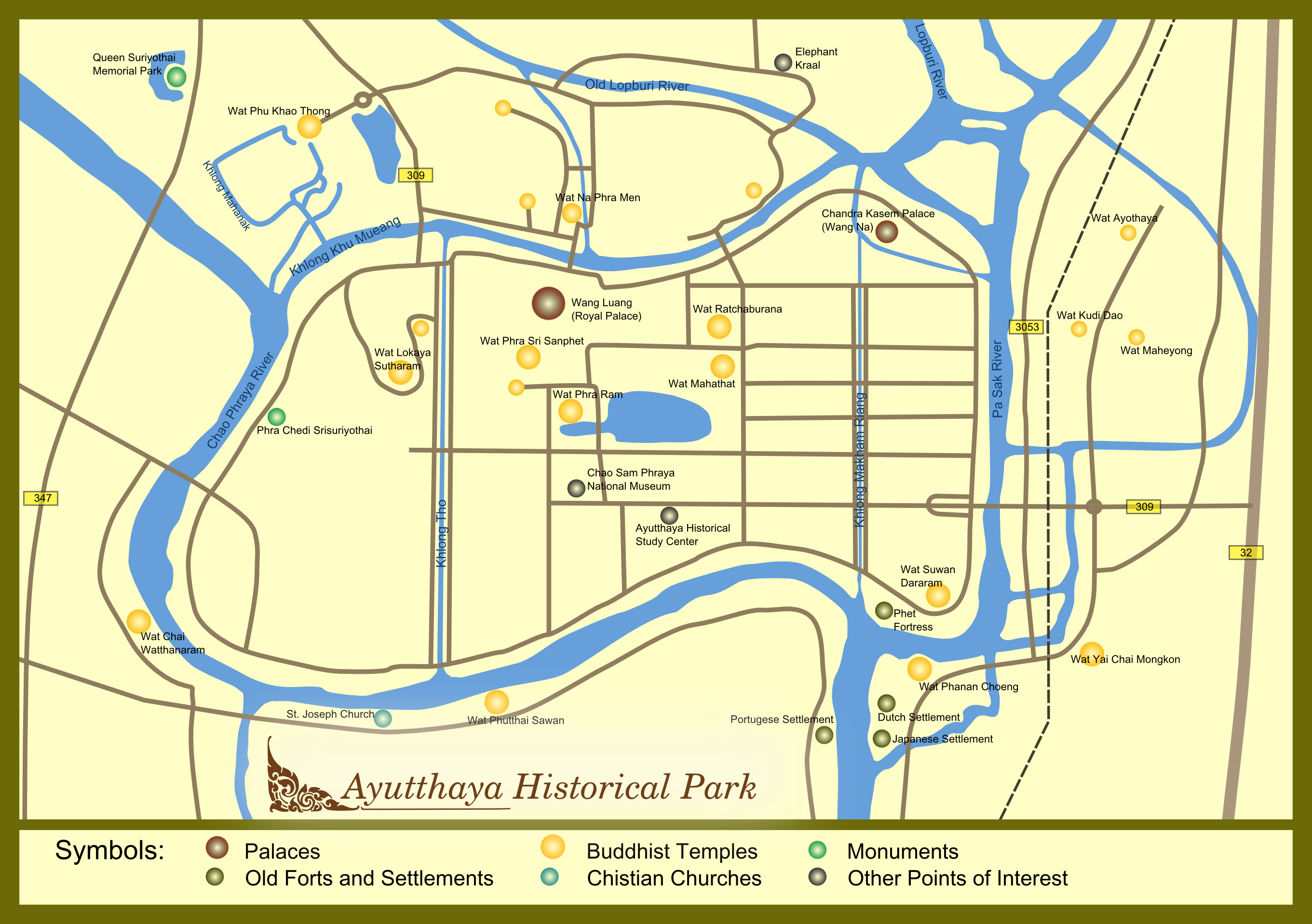
Übersichtskarte des Geschichtsparks

Die Stadt wurde den Königlichen Chroniken von Ayutthaya zufolge „im Jahr 712 des Chula-Kalenders, ein Jahr des Tigers, am Freitag, dem 6. Tag des zunehmenden Mondes im 5. Monat, um drei Nalika und neun Bat nach Tagesanbruch“ (Lit.: Cushman, 2000), also am 4. März 1351 A.D. kurz nach neun Uhr morgens, von König U Thong gegründet.
Die thailändische Kulturbehörde Fine Arts Department (etwa: Akademie der Künste) begann  1956 mit der ersten Phase der Restaurierung der Ruinen. Im Jahr 1976 wurde das Gebiet zum Geschichtspark (Ayutthaya Historical Park) erklärt, was die weiteren Restaurierungsarbeiten beschleunigte. 1991 wurde der Park in die Liste des Weltkulturerbes der UNESCO aufgenommen.

## Sehenswürdigkeiten
- In der „Alten Stadt“ auf der Insel:
  - Wang Luang (auch Alter Palast): Palastanlage, Residenz der meisten siamesischen Könige
  - Chandra-Kasem-Palast: aus dem 16. Jahrhundert, diente als Residenz von König Naresuan dem Großen
  - Wat Phra Si Sanphet: liegt direkt südlich des ehemaligen Palast-Geländes. Seine drei großen Chedis sind das Wahrzeichen von Ayutthaya.
  - Wat Phra Ram: von König Ramesuan errichtet und später ausgebauter Tempel
  - Wat Ratchaburana: Tempelanlage erbaut zur Regierungszeit von König Chao Sam Phraya (Borommaracha II.) mit einem Prang, dessen Krypta begehbar ist. Die Goldfunde aus der Krypta, allen voran ein kniender Elefant, lassen sich im Chao Sam Phraya National-Museum bewundern.
  - Wat Mahathat: war das rituelle Zentrum der Stadt. Die heutigen Ruinen stammen aus der Restaurierung, die von König Prasat Thong in Auftrag gegeben wurde.
  - Wat Suwan Dararam: königlicher Tempel aus der späteren Ayutthaya-Periode
  - Wat Lokayasutharam: mit einem 42 Meter langen, liegenden, weißen Buddha-Bildnis
- Nördlich der Insel:
  - Der Elefanten-Kraal zum Fang wilder Elefanten liegt nordöstlich der Insel, hier wurden die Arbeits- und Kriegselefanten der thailändischen Könige eingefangen.
  - Wat Na Phra Men (geschrieben: Nah Pra Meru) liegt auf der anderen Flussseite gegenüber dem königlichen Palast.
  - Wat Phu Khao Thong: mit einem Chedi, den der birmanische König Bayinnaung nach der ersten Eroberung Ayutthayas 1569 errichten ließ
- Westlich der Insel:
  - Wat Chai Watthanaram: alter Tempel von König Prasat Thong 1630 erbaut
- Südlich der Insel:
  - Wat Yai Chai Mongkon: sehr alte Tempelanlage mit einem Chedi aus der Zeit König Naresuans (1590–1605)
  - Wat Phanan Choeng: Tempel mit einem der größten alten Buddha-Statuen des Landes
  - Wat Phutthai Sawan: angeblich bereits von König Ramathibodi I. gegründet
  - St.-Josephs-Kirche: vor mehr als 300 Jahren errichtet, bildet sie seitdem eine Gebetsstätte für die katholischen Gläubigen der Gegend.
- Östlich der Insel:
  - Wat Maheyong: aus der Zeit von König Borommaracha II. mit Stilelementen aus der Sukhothai-Zeit
- Museen:
  - Chao-Sam-Phraya-Nationalmuseum: Museum inmitten der Altstadt mit wertvollen Objekten, die in Wat Ratchaburana (s. o.) gefunden wurden, sowie geschnitzten Votivtafeln und Buddha-Statuen.
  - Ayutthaya Historical Study Center: Das moderne Gebäude wurde von thailändischen und japanischen Architekten entworfen und dient der historischen Forschung zur Geschichte Ayutthayas. Zudem gibt es ein Museum und eine Bibliothek mit einschlägiger Literatur.